# Agilulf von Metz
Aigulf († 601), auch Agiulf oder Agilulf geschrieben, französisch Aigulphe, war von 590 bis 601 der 26. Bischof von Metz.
Über Aigulf ist wenig bekannt, doch wird er in verschiedenen historischen Dokumenten erwähnt. 596 erhielt er einen Brief von Papst Gregor I., der ihm Missionare für England empfahl. Um 782 listete Paulus Diaconus in seinem Liber de episcopis Mettensibus (Buch der Bischöfe von Metz) sowohl Aigulf als auch dessen Neffen Arnual als Bischöfe von Metz; Paulus beschrieb Aigulf als Nachfahren mütterlicherseits von Chlodwig I.